# Nadja Glenzke
Nadja Glenzke (Berlín, 25 de agosto de 1995) es una deportista alemana que compite en voleibol, en la modalidad de playa. Ganó una medalla de oro en el Campeonato Europeo de Vóley Playa de 2017.

## Palmarés internacional
| Campeonato Europeo | Campeonato Europeo | Campeonato Europeo | Campeonato Europeo |
| Año                | Lugar              | Medalla            | Pareja             |
| ------------------ | ------------------ | ------------------ | ------------------ |
| 2017               | Jūrmala (Letonia)  | Medalla de oro     | Julia Großner      |